# Križ Kamenica
Križ Kamenica falu Horvátországban, Lika-Zengg megyében. Közigazgatásilag Brinjéhez tartozik.

## Fekvése
Zenggtől 45 km-re északkeletre, községközpontjától 6 km-re északra, a Lika északi részén, Velebit és a Kapela hegység között fekszik. Településrészei Donja- és Gornja Kamenica, valamint Mesići.

## Története
A 17. század közepén a török elől menekülőkkel betelepített falvak közé tartozik, melyet 1645-ben említenek először. Lakói a letelepítés fejében a török elleni harcokban katonai szolgálatot láttak el. A település a katonai határőrvidék részeként az otocsáni ezredhez tartozott. 1765-ben a brinjei és a jezeroi századot elválasztottrák az otocsáni ezredtől és az ogulini ezred parancsnoksága alá rendelték. 1857-ben 763, 1910-ben 964 lakosa volt. 1881-ben megszüntették a katonai határőrvidékeket és integrálták őket a polgári közigazgatásba. A trianoni békeszerződésig terjedő időszakban előbb Lika-Korbava vármegye Zenggi járásához, majd 1892-től a Brinjei járáshoz tartozott. Ezt követően előbb a Szerb–Horvát–Szlovén Királyság, majd Jugoszlávia része lett. Jugoszlávia felbomlása után 1991-ben a független Horvátország része lett. 2011-ben a településnek 216 lakosa volt, akik főként mezőgazdasággal, állattartással foglalkoznak.

## Lakosság
| Lakosság változása | Lakosság változása | Lakosság változása | Lakosság változása | Lakosság változása | Lakosság változása | Lakosság változása | Lakosság változása | Lakosság változása | Lakosság változása | Lakosság változása | Lakosság változása | Lakosság változása | Lakosság változása | Lakosság változása | Lakosság változása |
| ------------------ | ------------------ | ------------------ | ------------------ | ------------------ | ------------------ | ------------------ | ------------------ | ------------------ | ------------------ | ------------------ | ------------------ | ------------------ | ------------------ | ------------------ | ------------------ |
| 1857               | 1869               | 1880               | 1890               | 1900               | 1910               | 1921               | 1931               | 1948               | 1953               | 1961               | 1971               | 1981               | 1991               | 2001               | 2011               |
| 763                | 834                | 765                | 595                | 761                | 964                | 808                | 826                | 831                | 690                | 577                | 564                | 488                | 412                | 286                | 216                |